# Altentreptow
Altentreptow (pronunciación en alemán: /altn̩ˈtʁɛpto/ⓘ) es una localidad alemana del estado federado de Mecklemburgo-Pomerania Occidental.

## Geografía
Altentreptow se ubica a 15 kilómetros al norte de Nuevo Brandeburgo y a 45 kilómetros al sur de Greifswald. Esta ciudad es atravesada por el río Tollense. Su principal vía de acceso es la Bundesstraße 96, la cual atraviesa el este de Alemania desde Sassnitz en la isla de Rügen hasta Zittau. 
Altentreptow se divide en siete pedanías: Buchar, Friedrichshof, Klatzow, Loickenzin, Rosemarsow, Thalberg, Trostfelde.

## Historia
El topónimo Treptow fue mencionado por primera vez en 1175 como Trybethowe. También existieron variantes del nombre como Trebutowe (1191) y Tributowe (1245) hasta que en 1254 finalmente se mencionó el nombre de esta localidad como Treptow. En 1245, Altentreptow recibió sus derechos de ciudad (Stadtrechte en alemán).
Durante la Guerra de los Treinta Años, los ejércitos imperiales ocuparon la ciudad y sufrió los saqueos realizados por los ejércitos suecos.
Esta localidad se hubo llamado Treptow an der Tollense hasta 1939, con el motivo de diferenciarse de otra ciudad polaca llamada Treptow an der Rega (actualmente Trzebiatów).